# Centronycteris maximiliani
Centronycteris maximiliani је сисар из реда слепих мишева (Chiroptera).

## Угроженост
Ова врста је наведена као последња брига, јер има широко распрострањење и честа је врста.

## Распрострањење
Ареал врсте покрива средњи број држава. 
Присутна је у следећим државама: Бразил, Венецуела, Перу, Гвајана, Француска Гвајана, Колумбија и Суринам.

## Станиште
Станиште врсте су шуме.